# Erskine Hamilton Childers
Erskine Hamilton Childers (1. prosince 1905 – 17. listopadu 1974) byl irský politik. V letech 1973–1974 byl prezidentem Irska, zemřel ve funkci v důsledku srdečního selhání. Před převzetím prezidentského postu vystřídal mnoho vládních funkcí: ministra pošt a telegrafů (1951–1954, 1959–1961, 1966–1969), ministra zemědělství (1957–1959), ministra dopravy (1959–1969) a ministra zdravotnictví (1969–1973).